# Honduras en los Juegos Olímpicos de Tokio 2020
Honduras está representado en los Juegos Olímpicos de Tokio 2020 por un total de 27 deportistas, 24 hombres y tres mujeres, que compitieron en cinco deportes.
Los portadores de la bandera en la ceremonia de apertura fueron el nadador Julio Horrego y la practicante de taekwondo Keyla Ávila. El equipo olímpico hondureño no obtuvo ninguna medalla en estos Juegos.